# Nová varianta Creutzfeldtovy–Jakobovy nemoci
Nová varianta Creutzfeldtovy–Jakobovy nemoci (nvCJN též vCJN či Willova nemoc), (anglicky: new variant Creutzfeldt–Jakob disease) je sporadicky se vyskytující smrtelné neurodegenerativní onemocnění mozku, které patří do skupiny transmisivních spongiformních encefalopatií. Toto nové onemocnění s velkou pravděpodobností vzniklo přenosem původce nemoci šílených krav (BSE – Bovinní spongiformní encefalopatie) z dobytku na člověka skrze infikované hovězí maso. Nemoc se také může šířit krevní transfuzí nebo kontaminovanými chirurgickými nástroji. Diagnóza se určuje pomocí biopsie mozku, ale může být zjištěna i na základě dalších kritérií. Nemoc se odlišuje od klasické formy Creutzfeldtovy–Jakobovy nemoci, ačkoli obě jsou způsobeny prionovou infekcí.
Priony (PrP – prion protein) jsou specifické netypicky zformované proteiny. Když se prion dostane do kontaktu s normálním proteinem v mozku, tak ho nezničí, ale zatím z nejasných příčin začne protein napodobovat prion a formovat se podle něj. V případě obou nemocí (BSE a nvCJN) se postupně některé proteiny v mozku změní na priony a mozek se mění v houbovitou hmotu.
Mezi prvními symptomy nemoci jsou psychiatrické problémy, změny chování a bolestivost. V pozdějších stádiích nemoci se u pacienta může objevit špatná koordinace, demence a mimovolní záškuby svalů. Časová délka od nakažení k rozvinutí prvních symptomů nemoci je nejasná, ale předpokládá se, že jde o roky až desetiletí. Průměrný předpoklad naděje dožití od nástupu prvních symptomů je 13 měsíců.
Na nemoc dosud neexistuje lék. Léčba nvCJN spočívá v paliativní péči. Od roku 1986 byla ve Velké Británii nemoc šílených krav zjištěna u cca 180 tisíc zvířat. K roku 2020 bylo zaznamenáno 178 případů nvCJN ve Velké Británii a 50 dalších z různých zemí světa. Od roku 2000 se nemoc objevuje pouze sporadicky. Typický věk nástupu onemocnění je méně než 30 let. Nemoc byla poprvé zaznamenána v roce 1996 v Edinburghu ve Skotsku. 
V České republice nebyl výskyt nvCJN dosud (2013) nikdy zaznamenán.

## Historie

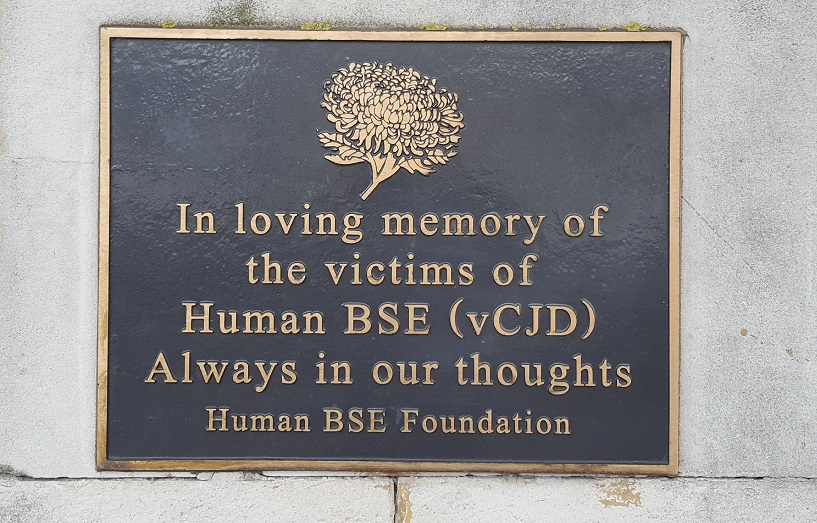
Pamětní plaketa obětem nvCJN v Londýně

Nová varianta Creutzfeldtovy–Jakobovy nemoci byla poprvé popsána ve Velké Británii v roce 1996. Minimálně deset prvních případů bylo popsáno v letech 1994–1995. Nemoc se objevila u osob mladších 40 let a příznaky byly popsány na základě klinických příznaků a neurohistopatologického obrazu.

## Příznaky
Nová varianta CJD bývá zaměňována s Creutzfeldtovou–Jakobovou nemocí, ale nvCJN postihuje převážně mladé lidi. Prvními příznaky jsou psychické změny – deprese či příznaky připomínající schizofrenní psychózy. Běžné jsou prudké výbuchy zlosti, záchvaty křiku, rozbíjení věcí. U zhruba poloviny případů byla pozorována lepkavost kůže. V pozdějším stádiu nemoci se objevuje nejistá chůze, špatná koordinace a nezvladatelné pohyby. Nemocný postupně přestává ovládat pohybové ústrojí, až se stává zcela nehybným a neschopným řeči. V posledním stádiu nemoci se objevuje stav podobný demenci, kdy nemocný nikoho nepoznává.

## Příčiny
Ve Velké Británii byla primární příčinou konzumace hovězího masa, které bylo infikované nemocí šílených krav (BSE). Studie agentury na ochranu zdraví ve Velké Británii (UK Health Protection Agency) z roku 2012 ukázala, že zhruba z 1 z 2000 lidí ve Velké Británii má příznaky abnormální akumulace prionů. Jonathan Quick z oddělení globálního zdraví a sociální medicíny Harvardovy lékařské fakulty uvedl, že nemoc šílených krav je první epidemie uměle vytvořená člověkem. Nemoc vznikla kvůli krmení býložravého dobytka masokostní moučkou (jako zdrojem proteinů), což způsobilo, že došlo k přenosu původně zvířecího patogenu do lidského potravního řetězce a vzniku nvCJN.